# NGC 2023

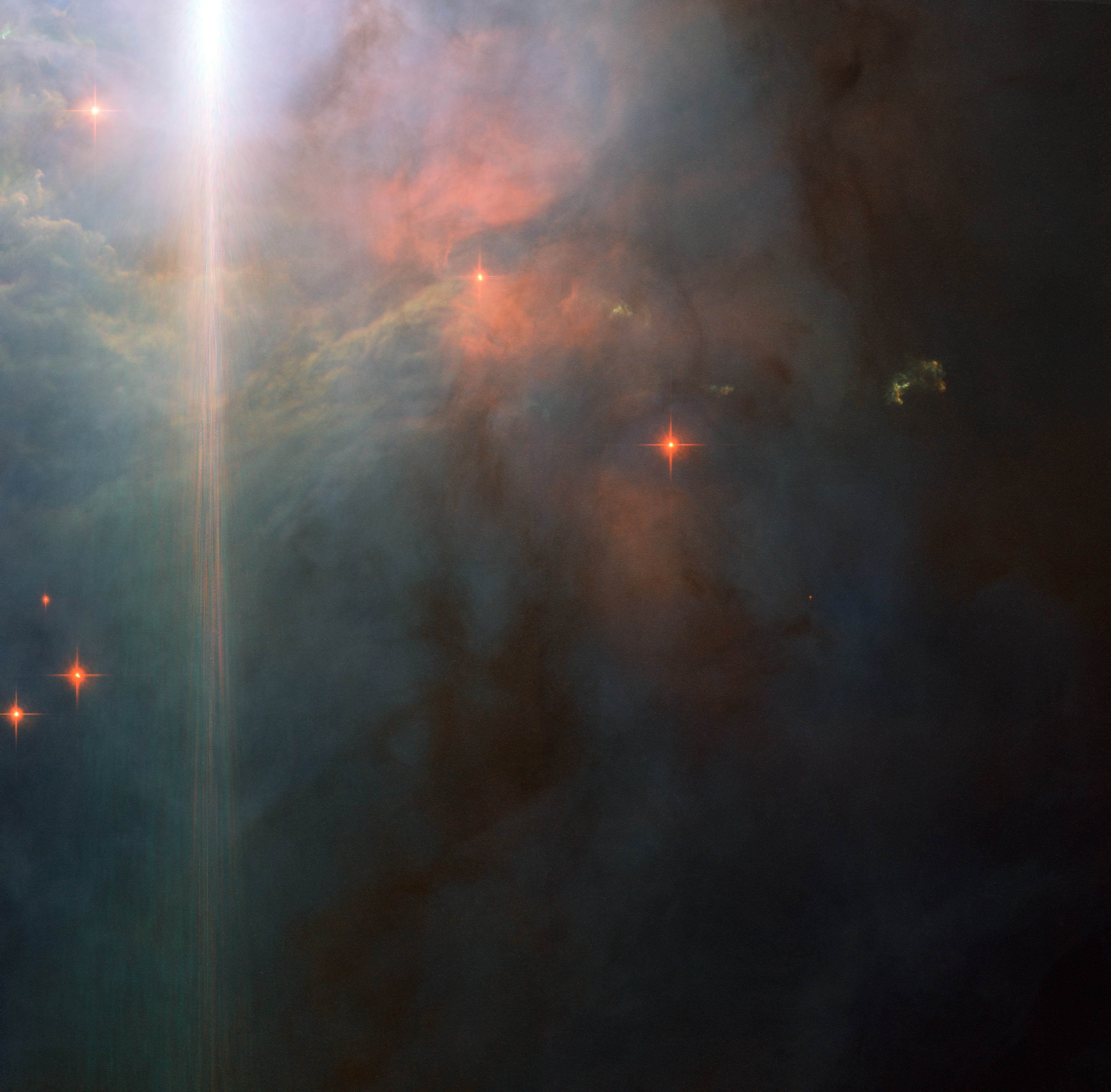
Nebuloasa

NGC 2023 este o nebuloasă de reflexie, albastră, aproape de Nebuloasa Cap de Cal, din constelația Orion. Este situată la circa 450 pc (∼1.470 de ani-lumină) de Sistemul Solar.
A fost descoperită de astronomul William Herschel, în anul 1785.